# Municipi de Boliàrovo
El municipi de Boliàrovo (búlgar: Община Болярово) és un municipi búlgar pertanyent a la província de Iàmbol, amb capital a la ciutat de Boliàrovo. Es troba a la part sud-est de la província, a la frontera amb Turquia.
L'any 2011 tenia 4.160 habitants, el 83,70 búlgars i el 14,30% gitanos i l'0,83% turcs. A la capital municipal Bolyarovo hi viu una tercera part de la població municipal.

## Localitats
Juntament amb la capital municipal hi ha 19 pobles més al municipi:
| - Sharkovo - Dabovo - Dennitsa - Golyamo Kruchevo - Gorska Polyana - Iglika - Kamen Vrakh - Krainovo - Malko Sharkovo | - Mamarchevo - Oman - Popovo - Ruzhintsa - Sítovo - Stefan Karadjovo - Strandzha - Valchi Ízvor - Voden - Zlatinitsa |